# Bathyraja trachouros
Bathyraja trachouros е вид хрущялна риба от семейство Arhynchobatidae. Видът не е застрашен от изчезване.

## Разпространение и местообитание
Разпространен е в Япония (Хокайдо и Хоншу).
Среща се на дълбочина от 400 до 800 m.

## Описание
Популацията на вида е стабилна.